# Surrein (Sumvitg)

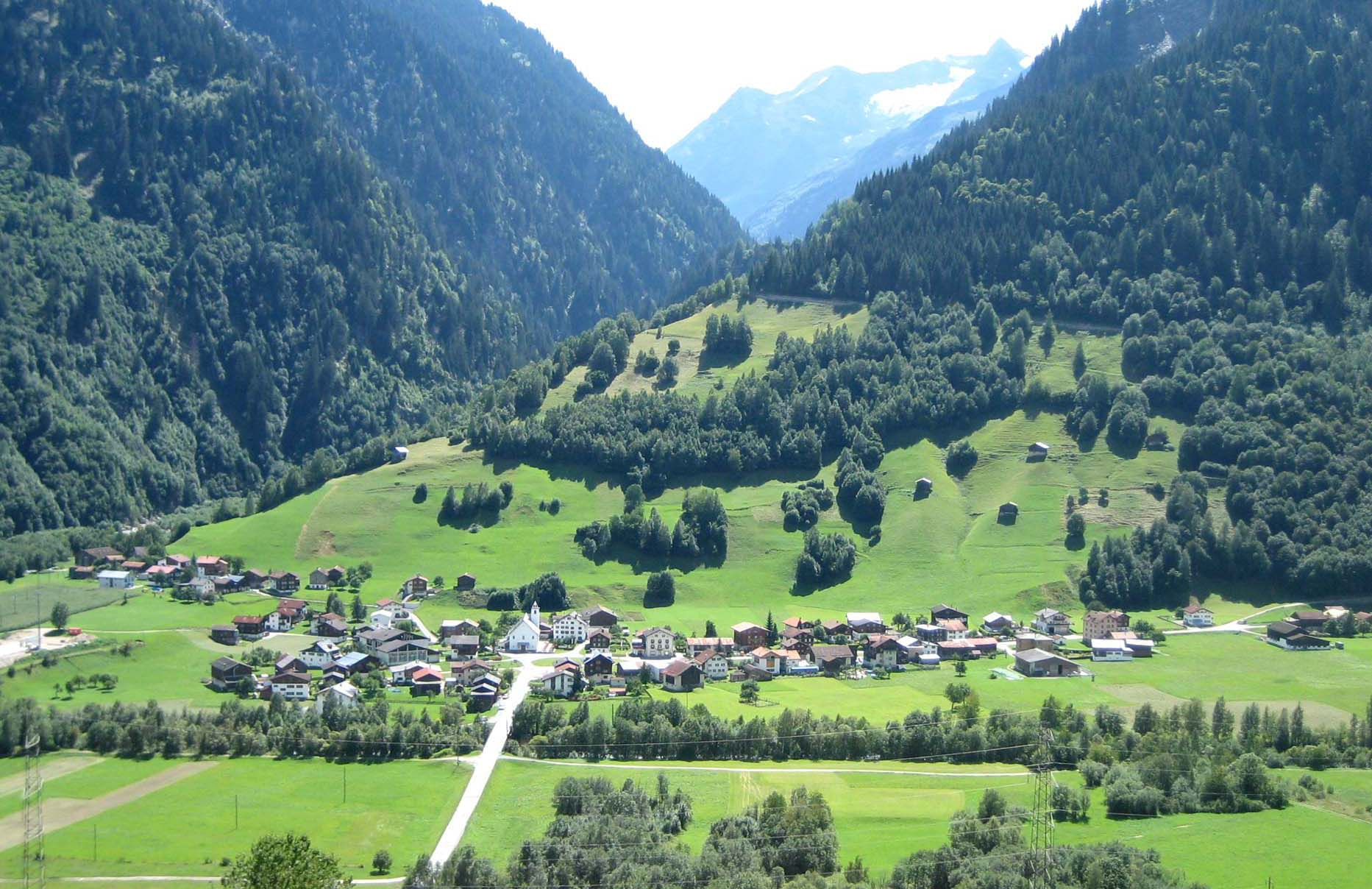
Surrein im Sommer

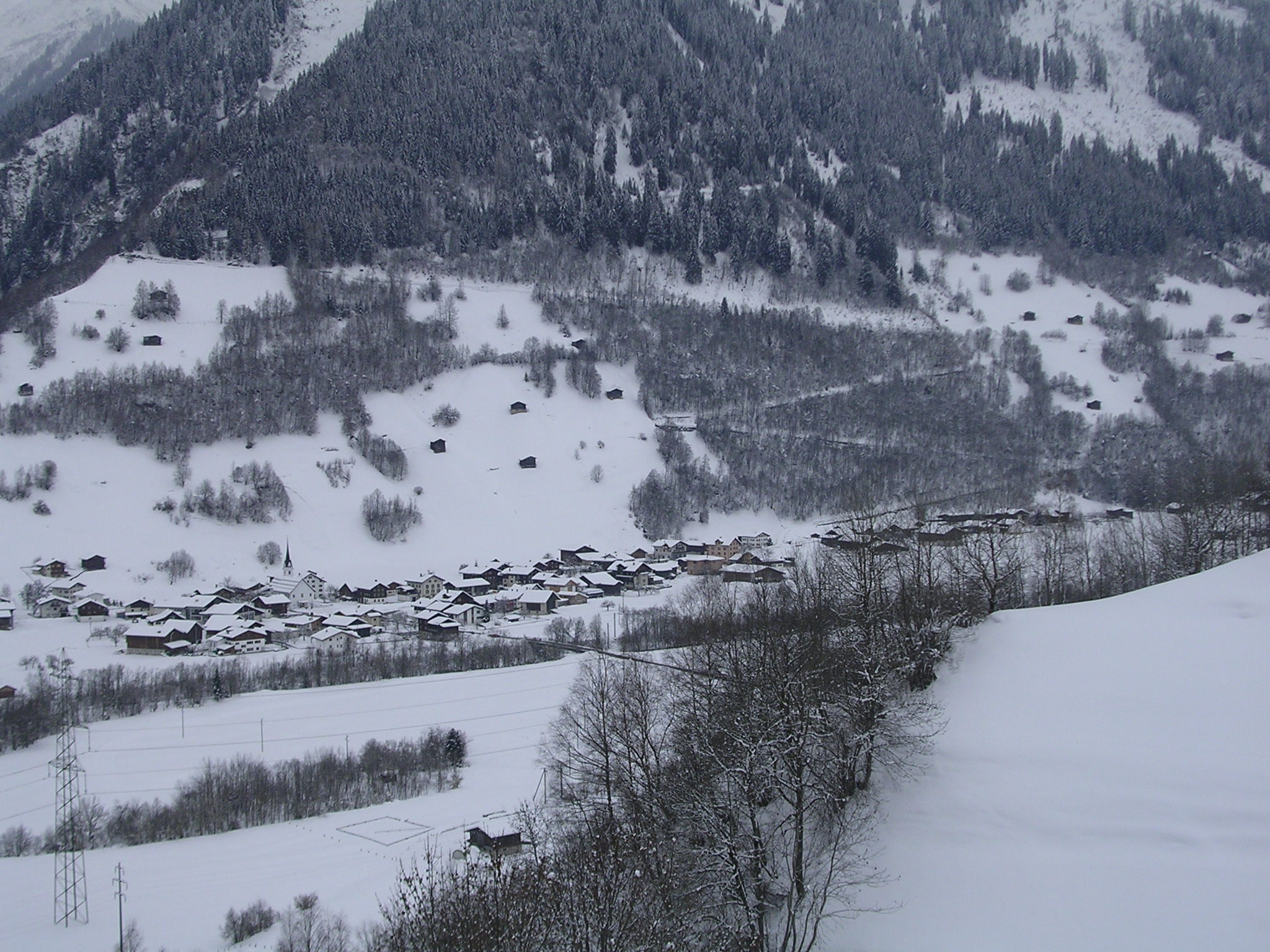
Surrein im Winter

Surrein ist eine Ortschaft der Schweizer Gemeinde Sumvitg im Kanton Graubünden.
Bei Surrein fliesst der Rein da Sumvitg in den Rein Anteriur.
Im August 1954 musste das Dorf wegen eines Hochwassers evakuiert werden.

## Söhne des Ortes
- Gion Deplazes (1918–2015), Schriftsteller

## Trivia
Surrein war das letzte Dorf in der Schweiz ohne Strassenbeleuchtung.

## Fussnoten
1. ↑  Linth und Rhein überschwemmen weite Gebiete. In: Der Bund. 23. August 1954 Morgenausgabe, S. 3.

Koordinaten: 46° 43′ N, 8° 57′ O; CH1903: 715465 / 175784